# Большой Вязок (Саратовская область)
Большой Вязок —хутор в Новоузенском районе Саратовской области в составе сельского поселения Куриловское муниципальное образование. 

## География
Находится на расстоянии примерно 38 километров по прямой на север-северо-запад от районного центра города Новоузенск.

## История
Официальная дата основания 1962 год.

## Население
Постоянное население составило 17 человек (35% казахи, 35% чеченцы, 30% русские) в 2002 году, 7 в 2010.